# Distrikt Osterode

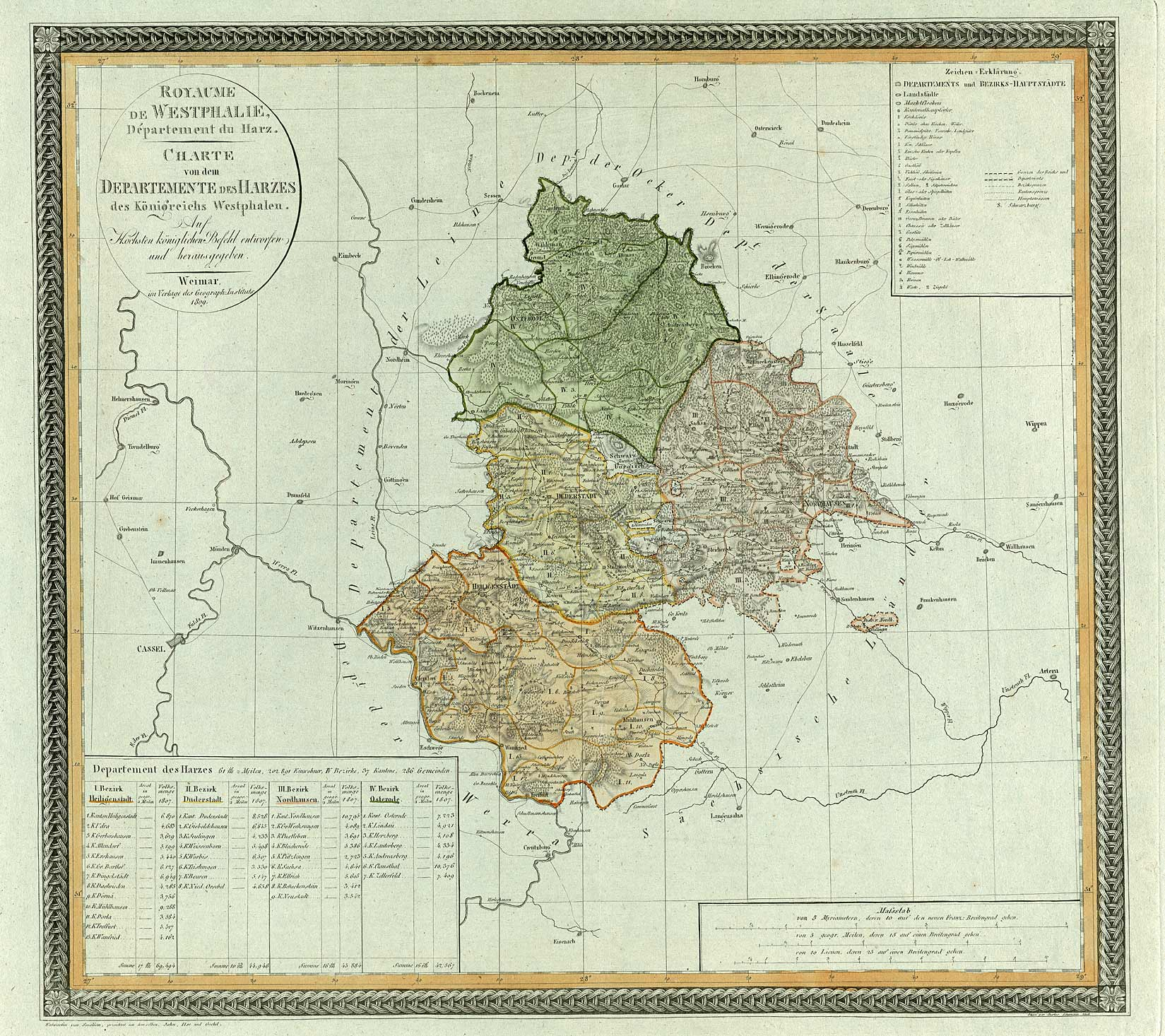
Der Distrikt Osterode im Harzdepartement (grün), 1809

Der Distrikt Osterode war eine Verwaltungseinheit des Harzdepartements im Königreich Westphalen, die zwischen 1807 und 1813 bestand.

## Territorium
Der Distrikt wurde gebildet aus den Teilen des Herzogtums Braunschweig-Lüneburg, die sich in West- und Oberharz befanden und dem untereichsfeldischen Amt Lindau. Osterode besaß 42.567 Einwohner und war trotz seiner flächenmäßigen Größe der Distrikt mit der niedrigsten Bevölkerungsdichte. Im Gegensatz zu den anderen drei Distrikten des Harzdepartements besaß Osterode eine komplett bürgerliche Zivilverwaltung, die ausschließlich Personen aus dem Herzogtum Braunschweig-Lüneburg beschäftigte.

## Organisation
Dem Distrikt stand ein Unterpräfekt vor. Der Unterpräfekt des Distrikts Osterode war der ehemalige Assessor bei der Erfurt-Eichsfeldischen Kriegs- und Domänenkammer August Heinrich Kuhlmeyer. Nach Berufung Kuhlmeyers zum Oberpräfekten wurde der spätere Magdeburger Bürgermeister August Wilhelm Francke der zu dieser Zeit Generalsekretär im Distrikt Magdeburg im Elbdepartement gewesen war als neuer Unterpräfekten installiert. Francke brachte in den letzten Monaten des Bestehens des Königreichs Westphalen viele neue Ideen aus seiner Verwaltung im Elbdepartement nach Osterode mit (z. B. neue Umleitungswege für das Postwesen). Die meisten davon konnte er allerdings nicht mehr umsetzen.
Den Distriktsrat zur Kontrolle der Steuerlisten bildeten die Kantonmaires Berensbach, Crauel und Mönnich, Conrad Paulmann, Andreas Dameral zu Osterode, Heinrich Mehlis zu Klaustal, die Herren Jahn, Spieß, Kern, Schönian, Starke und der Osteröder Richter Schulz.

## Kantonaleinteilung
| Kantone     | Kantonmaire                                                    | Einwohnerzahlen (Stand 1807) |
| ----------- | -------------------------------------------------------------- | ---------------------------- |
| Osterode    | Just Heinrich Jenisch/Johann Friedrich George Crauel (ab 1809) | 7233                         |
| Andreasberg | Friedrich Bierwirth                                            | 4169                         |
| Clausthal   | Johann Christian Neimke                                        | 10.376                       |
| Herzberg    | Friedrich Mönnich                                              | 4108                         |
| Lauterberg  | Georg Christian Friedrich Mätke / Friedrich Dreymann (ab 1809) | 4334                         |
| Lindau      | vakat bis 1809 Christoph Heddenhausen (ab 1809)                | 4921                         |
| Zellerfeld  | Johann Wilhelm Berensbach                                      | 7409                         |